# And Then We Danced
And Then We Danced är en svensk-georgisk dramafilm från 2019, med regi och manus av Levan Akin. Filmen hade premiär på Filmfestivalen i Cannes 13 maj 2019 och hade Sverigepremiär 16 september samma år.
Filmen skildrar ett danskompani i Georgien och handlar om förbjuden kärlek i ett homofobt samhälle mellan de två unga dansarna Merab (Levan Gelbakhiani) och Irakli (Bachi Valishvili). 
Filmen väckte stor uppståndelse i Georgien, ett land där homofobi är vanligt, och under inspelningen hade filmteamet livvakter och mottog hot. Vid filmpremiären i Tibilisi utbröt våldsamma protester när demonstranter försökte stoppa filmvisningen. Bakom demonstrationerna låg uppmaningar från bland annat den nationalkonservativa och HBTQ-fientliga organisationen Georgiens marsch, samt den ortodoxa kyrkan, som uppmanade sina anhängare att öppet visa sitt missnöje med filmen. På grund av filmens kontroversiella tema vågade exempelvis inte filmens koreograf skylta med sitt namn i eftertexterna och produktionen budgeterade för att skådespelare snabbt skulle kunna lämna landet om det behövdes.
And Then We Danced mottog god kritik och utsågs även till Sveriges bidrag till Oscar för bästa internationella långfilm inför Oscarsgalan 2020. På Guldbaggegalan 2020 vann filmen fyra priser; bästa film, bästa manuskript, bästa manliga huvudroll samt bästa foto.

## Rollista (i urval)
| - Levan Gelbakhiani – Merab - Ana Javakishvili – Mary - Anano Makharadze - Bachi Valishvili – Irakli | - Giorgi Tsereteli – David - Ninutsa Gabisonia - Tamar Bukhnikashvili – Teona - Kakha Gogidze – Aleko |